# Бојкен (Алабама)
Бојкен (енгл. Boykin) насељено је место без административног статуса у америчкој савезној држави Алабама.

## Демографија
По попису из 2010. године број становника је 275.
| Група             | 2000.    | 2010.       |
| Белци             | 0 (0,0%) | 11 (4,0%)   |
| Афроамериканци    | 0 (0,0%) | 262 (95,3%) |
| Азијати           | 0 (0,0%) | 0 (0,0%)    |
| Хиспаноамериканци | 0 (0,0%) | 2 (0,7%)    |
| Укупно            | 0        | 275         |